# Frederick Douglass
Frederick Douglass, nome di battesimo Frederick Augustus Washington Bailey (Contea di Talbot, 14 febbraio 1818 – Washington, 20 febbraio 1895), è stato uno schiavo in America dalla nascita fino alla fuga in Massachusetts nel 1838, politico, scrittore, editore, oratore, riformatore, abolizionista e sostenitore del diritto di voto per le donne statunitense.
Soprannominato Il saggio di Anacostia o Il Leone di Anacostia (un quartiere storico di Washington), Douglass è una delle figure più importanti della storia afroamericana e dell'intera storia degli Stati Uniti. Nel 1872 Douglass fu il primo afroamericano ad essere candidato vicepresidente degli Stati Uniti per il Partito per l'eguaglianza dei diritti, in coppia con Victoria Woodhull, la prima donna ad essere candidata per la presidenza.
Fu un fermo sostenitore dell'eguaglianza di tutti gli uomini, neri, donne, nativi americani o immigrati di recente arrivo. Gli piaceva molto dire: «Mi assocerei con chiunque per fare la cosa giusta e con nessuno per fare quella sbagliata».

## Biografia

### La vita da schiavo
Nacque in schiavitù nella Contea di Talbot, nei pressi di Hillsboro, nel Maryland. Quando era ancora molto piccolo venne separato dalla madre, Harriet Bailey, e andò quindi a vivere con la nonna materna Betty Bailey. L'identità di suo padre resta oscura. Douglass inizialmente affermò che gli era stato detto che il padre era un bianco, forse il suo proprietario Aaron Anthony; in seguito però disse che non sapeva nulla dell'identità di suo padre. All'età di sette anni Douglass fu tolto anche alla nonna e trasferito alla piantagione Wye House, dove Anthony lavorava come sorvegliante. Quando Anthony morì Douglass venne dato a Lucretia Auld, moglie di Thomas Auld, che lo mandò al servizio di Hugh Auld, fratello di Thomas, a Baltimora.
Quando aveva circa dodici anni, la moglie di Hugh Auld, Sophia, iniziò a insegnargli l'alfabeto, infrangendo così la legge che vietava di insegnare a leggere agli schiavi. Quando il marito di Sophia se ne accorse, disapprovò energicamente l'iniziativa della moglie, sostenendo che uno schiavo che avesse imparato a leggere sarebbe diventato uno schiavo insoddisfatto della sua condizione e avrebbe desiderato la libertà. In seguito Douglass parlò di questa affermazione definendola come il primo discorso anti-abolizionista che avesse mai sentito in vita sua.
Come spiegò nella sua autobiografia Narrative of the Life of Frederick Douglass, an American Slave (1845), Douglass riuscì ad imparare a leggere dai ragazzini bianchi del vicinato e guardando quello che scrivevano le persone con cui lavorava. Non appena ebbe imparato a leggere, il giovane Douglass lesse quotidiani, materiale politico e libri di ogni tipo che cambiarono il suo modo di pensare, spingendolo a mettere dapprima in discussione e poi a condannare apertamente l'istituto della schiavitù. In età avanzata Douglass indicherà The Columbian Orator, che aveva scoperto a dodici anni, come il testo che l'aveva illuminato e aveva definito il suo punto di vista sulla libertà e sui diritti umani.
(Frederick Douglass, Memorie di uno schiavo fuggiasco, 1845)
Nel 1833 Thomas Auld riprese Douglass dal fratello dopo una lite (come maniera di punire Hugh, scrisse Douglass). Scontento di Douglass, Thomas Auld lo mandò a lavorare per Edward Covey, un contadino povero che aveva la reputazione di "piega-schiavi". Douglass fu così regolarmente frustato. Il sedicenne era sul punto di essere psicologicamente spezzato dalla sua lotta contro Covey, ma alla fine si ribellò alle percosse e reagì: dopo aver perduto lo scontro fisico con Douglass, Covey non tentò più di picchiarlo.
Quando venne ceduto in affitto ad un certo Freeland, Douglass insegnò agli altri schiavi a leggere il Nuovo Testamento in una scuola gestita da religiosi all'interno della piantagione. Non appena si diffuse la voce, l'interesse degli schiavi per l'alfabetizzazione si rivelò così grande che ogni settimana più di quaranta persone assistevano alle lezioni. Per circa sei mesi il corso rimase sostanzialmente inosservato. Mentre Freeland tollerava tranquillamente quel tipo di attività, gli altri proprietari di piantagioni invece si infuriarono per il fatto che i loro schiavi stavano ricevendo un'istruzione. Una domenica fecero irruzione tutti insieme armati di mazze e bastoni e posero fine per sempre alle riunioni.
Nel 1837 Douglass incontrò a Baltimora Anna Murray, un'afroamericana libera. I due si sposarono poco dopo che lui ebbe ottenuto la libertà.

### Dalla schiavitù alla libertà
Douglass tentò una prima volta di fuggire da Freeland, che l'aveva noleggiato dal suo proprietario, ma senza successo. Nel 1836 tentò nuovamente la fuga, questa volta dal proprietario Covey, fallendo ancora.
Il 3 settembre 1838 riuscì finalmente a fuggire salendo a bordo di un treno per Havre de Grace, Maryland, vestito con un'uniforme da marinaio e munito di documenti di identità falsi che gli aveva procurato un marinaio nero libero. Attraversò il fiume Susquehanna su un traghetto a Havre de Grace e continuò il viaggio in treno fino a Wilmington, in Delaware. Da lì si mosse su un battello a vapore alla volta di Filadelfia, per poi raggiungere New York. Per fare l'intero viaggio impiegò meno di 24 ore.

### L'attività in sostegno all'abolizionismo

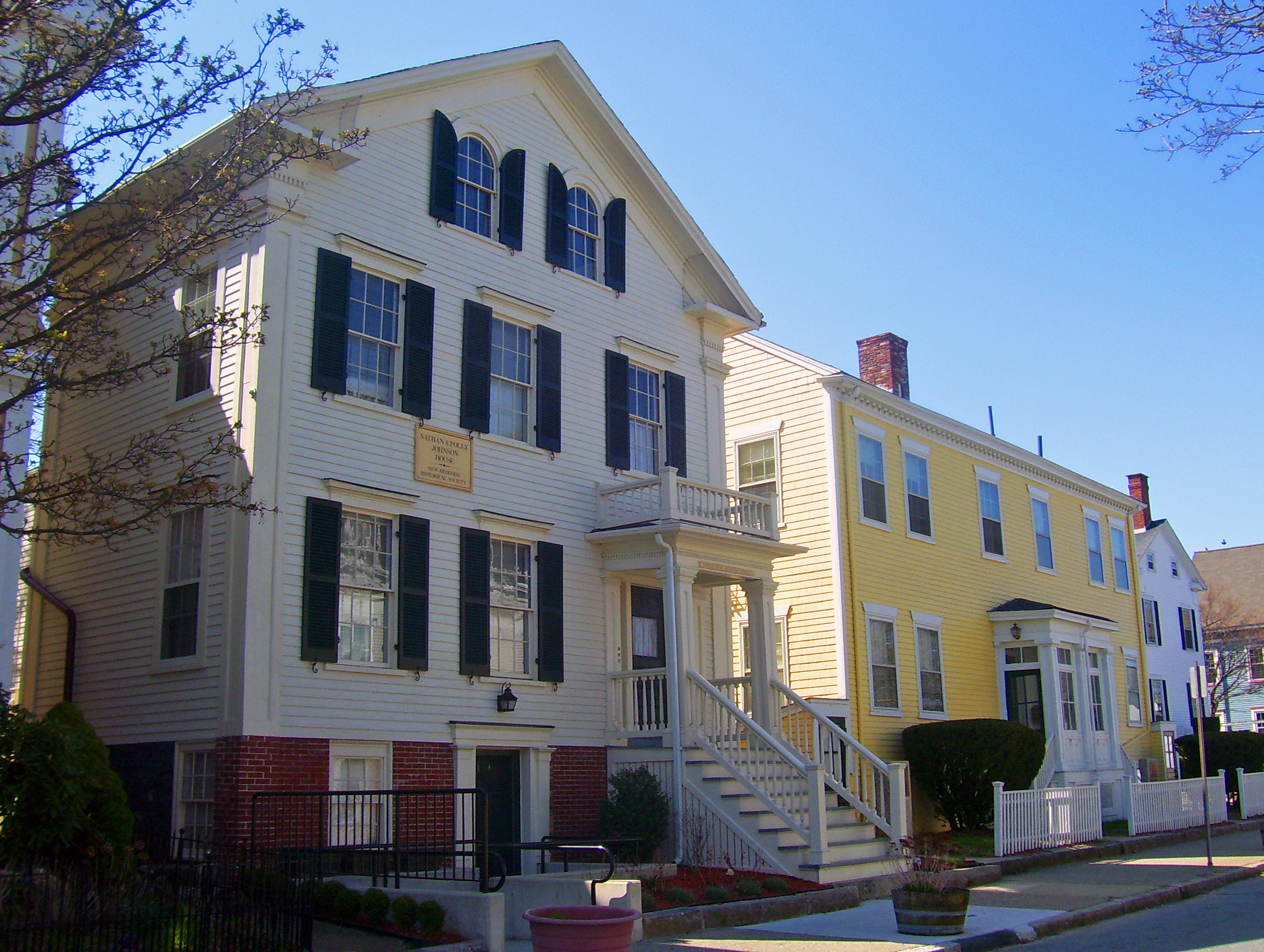
La casa dei Johnson, dove Douglass visse a New Bedford

Nel 1840 partecipò alla World Anti-Slavery Convention, un'assemblea per l'abolizione della schiavitù che si riunì per la prima volta all'Exeter Hall di Londra, dal 12 al 23 giugno 1840. Fu organizzata dalla British and Foreign Anti-Slavery Society, in gran parte su iniziativa del quacchero inglese Joseph Sturge. L'esclusione delle donne dalla convenzione diede un grande impulso al movimento per il suffragio femminile negli Stati Uniti.
Douglass continuò il proprio viaggio fino al Massachusetts. Lì si unì a varie organizzazioni, tra cui una chiesa afroamericana, e frequentò con regolarità gli incontri degli abolizionisti. Si abbonò al settimanale di William Lloyd Garrison The Liberator e, nel 1841 assistette ad un discorso di Garrison durante una riunione della Società Antischiavista di Bristol. Ad uno di questi incontri, inaspettatamente, a Douglass venne chiesto di essere lui stesso a parlare. Dopo che ebbe raccontato la propria storia fu incoraggiato a tenere conferenze contro la schiavitù.
Douglass si ispirò a Garrison e in seguito dichiarò "nessuno mai colpì i miei sentimenti come fece William Lloyd Garrison". Anche Garrison rimase impressionato favorevolmente da Douglass e scrisse di lui su The Liberator. Alcuni giorni dopo Douglass, a Nantucket, tenne il proprio primo discorso alla riunione annuale della società antischiavista del Massachusetts. Allora era soltanto un ventitreenne e in seguito raccontò che aveva le gambe che tremavano, ma era riuscito a controllare il proprio nervosismo e a tenere un eccellente discorso sulla durezza della sua vita da schiavo.
Nel 1843 Douglass partecipò con George Bradburn al progetto delle cento riunioni dell'American Anti-Slavery Society, un programma di sei mesi di incontri pubblici in tutto l'est e il midwest degli Stati Uniti. Prese parte alla Convenzione di Seneca Falls, momento di nascita del movimento femminista statunitense e firmò la Dichiarazione dei Sentimenti ivi elaborata.

#### L'autobiografia

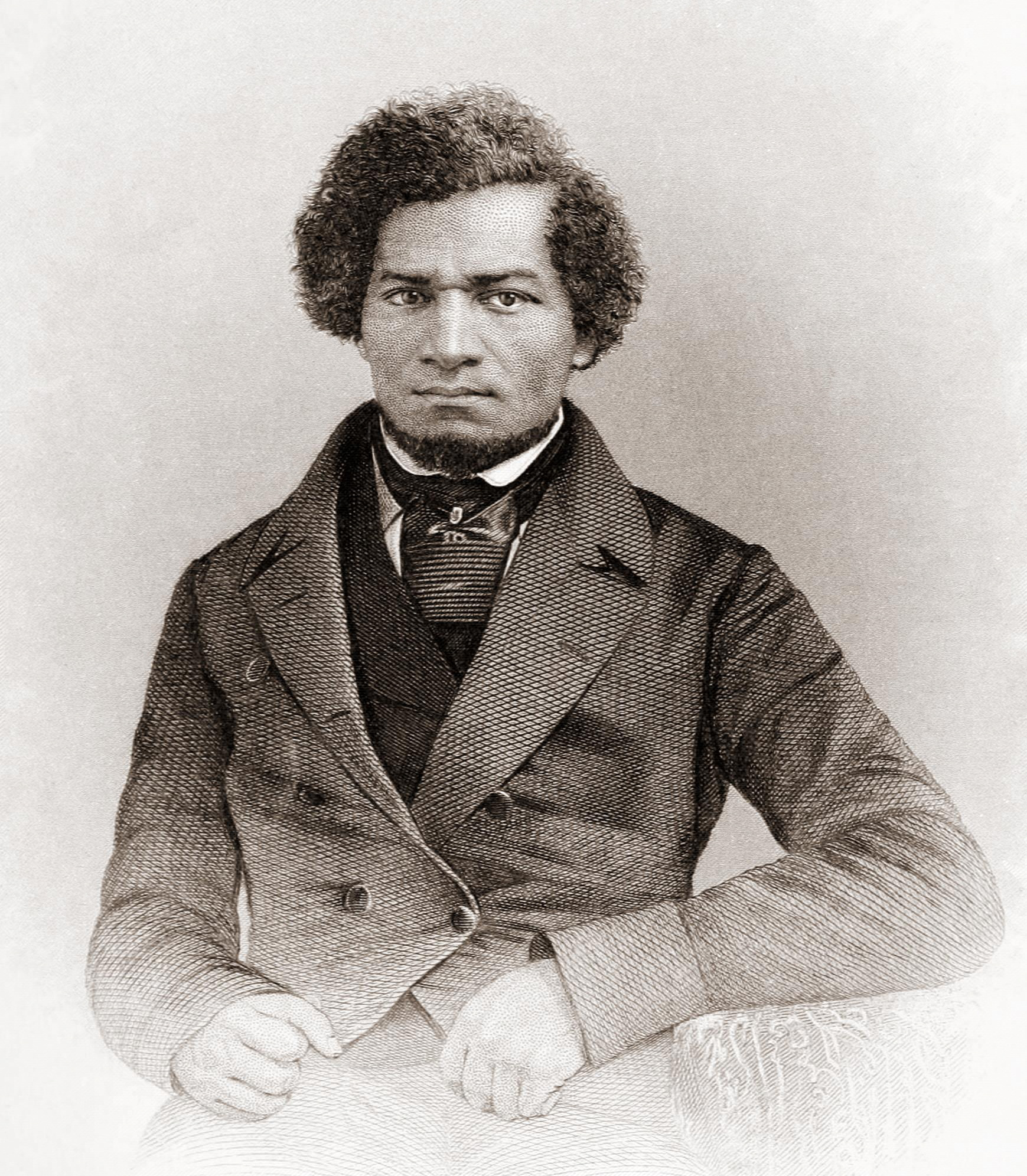
Frederick Douglass in una fotografia precedente al 1855

L'opera più famosa di Douglass è la sua prima autobiografia, Narrazione della vita di Frederick Douglass, uno schiavo americano, pubblicata nel 1845. All'epoca alcuni scettici attaccarono il libro chiedendosi se fosse mai possibile che un nero avesse prodotto un'opera letteraria di tale qualità. Il libro ricevette comunque recensioni generalmente positive e diventò subito un campione di vendite. Entro soli tre anni dalla prima pubblicazione fu ristampato nove volte per un totale di 11 000 copie diffuse negli Stati Uniti; fu poi tradotto in francese e olandese e pubblicato anche in Europa.
Il successo del libro ebbe uno sfortunato e imprevisto effetto collaterale: gli amici e i protettori di Douglass ebbero paura che tutta quella pubblicità attirasse l'attenzione del suo ex padrone, Hugh Auld, che avrebbe potuto tentare di riprendersi la "sua proprietà". Spinsero quindi Douglass a fare un viaggio in Irlanda come avevano fatto vari altri ex schiavi. Douglass si imbarcò sul Cambria, diretto a Liverpool, il 16 agosto 1845 e giunse in Irlanda proprio mentre la Grande carestia era agli inizi.
Douglass nel corso della sua vita pubblicò tre versioni dell'autobiografia, facendo ogni volta degli ampliamenti rispetto alla versione precedente. Alla Narrative del 1845, che fu quella a vendere di più, seguì quindi My Bondage and My Freedom nel 1855. Nel 1881, dopo la guerra civile uscì Life and Times of Frederick Douglass, ulteriormente revisionata nel 1892.

#### I viaggi in Irlanda e Gran Bretagna

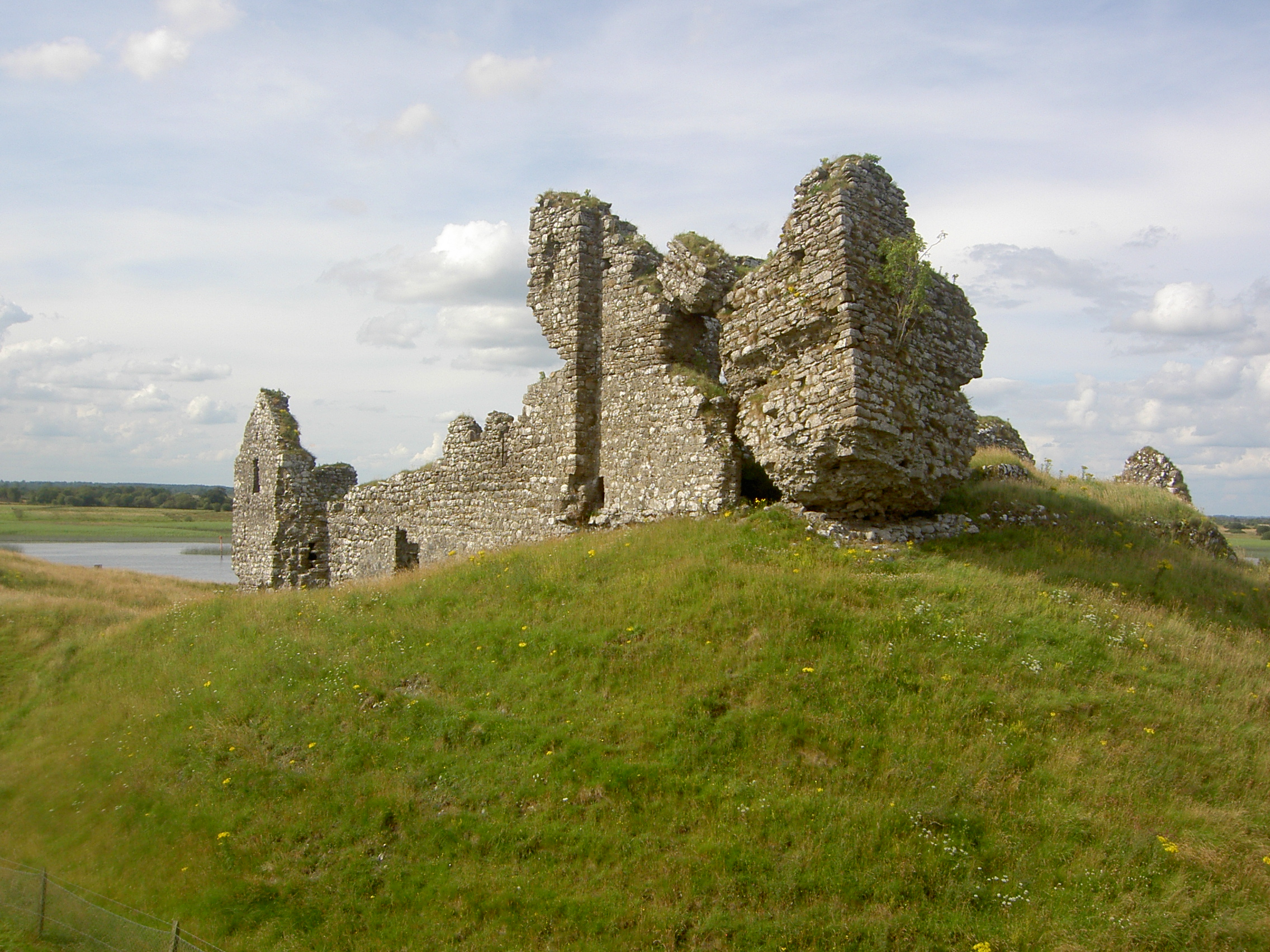
Un paesaggio irlandese

A partire dall'agosto 1845 Douglass trascorse due anni in Gran Bretagna e Irlanda tenendo diverse conferenze e letture pubbliche, principalmente in chiese e cappelle protestanti. Il richiamo che esercitava era tale che molte di queste erano "talmente affollate da soffocare"; un esempio fu il celebre discorso che tenne quando fu accolto a Londra presso la Finsbury Chapel di Alexander Fletcher nel maggio 1846. Douglass sottolineò che in Inghilterra era stato trattato "non come un colore, ma come un uomo". Incontrò il nazionalista irlandese Daniel O'Connell e ne divenne amico.
Proprio durante questo viaggio Douglass diventò un uomo libero anche in forma ufficiale, quando i suoi sostenitori inglesi acquistarono la sua libertà dal suo proprietario. I suoi discorsi sulla schiavitù e sulle sue esperienze continuarono a raccogliere enormi folle che finivano per acclamarlo. Nel 1846 incontrò Thomas Clarkson, uno degli ultimi ancora in vita tra coloro che erano riusciti a convincere la Gran Bretagna ad abolire la schiavitù.
Douglass credeva che l'istruzione fosse per gli afroamericani la chiave per riuscire a migliorare le loro vite. Per questa ragione fu uno dei primi sostenitori della necessità di abolire la segregazione razziale nelle scuole. Mentre il rapporto numerico tra studenti bianchi e studenti neri nello Stato di New York era di 40 a 1, i fondi destinati allo studio degli afroamericani rispetto a quelli per i bianchi erano in rapporto solo di 1 a 1 600. Questo significava che le strutture a disposizione degli afroamericani e di conseguenza l'istruzione che ne ricevevano erano di gran lunga inferiori. Douglass criticò tale situazione e promosse un'azione in tribunale per ottenere che tutte le scuole fossero aperte a tutti i bambini. Dichiarò che l'inclusione nel sistema educativo era per gli afroamericani un'esigenza più urgente e pressante di rivendicazioni politiche come il conseguimento del diritto di voto.
L'attività di Douglass si svolse sia negli anni che precedettero la guerra civile americana sia nel corso di questa. Fu amico dell'abolizionista radicale John Brown, ma disapprovava il progetto di Brown di dare il via ad un'insurrezione armata degli schiavi negli Stati del sud. Brown fece visita a Douglass due mesi prima di guidare l'incursione nell'arsenale di Harper's Ferry in Virginia Occidentale. Dopo l'incursione Douglass fuggì in Canada per qualche tempo, temendo di essere accusato di associazione con Brown e di essere arrestato come complice della cospirazione. Douglass era invece convinto che l'attacco ad una proprietà del governo federale avrebbe irritato l'opinione pubblica americana e in seguito, proprio a Harper's Ferry, partecipò a un dibattito pubblico con Andrew Hunter, il pubblico ministero che era riuscito a fare condannare Brown.
Nel 1863 Douglass parlò al Presidente Abraham Lincoln del modo in cui venivano trattati i soldati neri e nel 1865 con il Presidente Andrew Johnson del problema del diritto di voto per gli afroamericani. I suoi primi collaboratori erano stati gli abolizionisti bianchi William Lloyd Garrison e Wendell Phillips. Nei primi anni 1850 però Douglass si allontanò da coloro che avevano sostenuto Garrison sul problema dell'interpretazione della Costituzione degli Stati Uniti, in quanto credeva che essa già contenesse tutto quello che era necessario a garantire la libertà e i diritti degli afroamericani.

### Gli anni della guerra civile

#### Prima della guerra
Nel 1851 procedette alla fusione del suo giornale, North Star, con il Liberty Party Paper di Gerrit Smith per creare il Frederick Douglass' Paper che continuò le pubblicazioni fino al 1860. Si dichiarò d'accordo con Smith e Lysander Spooner sul fatto che la Costituzione fosse un documento antischiavista, ribaltando le proprie posizioni iniziali di quando credeva invece che fosse pro-schiavitù.
Un tempo infatti condivideva il punto di vista di William Lloyd Garrison, il quale era convinto che il sostegno al sistema schiavista fosse parte integrante della Costituzione. Garrison aveva pubblicamente espresso quest'opinione bruciando teatralmente alcune copie del documento. Ad aumentare la crescente distanza tra lui e Douglass fu anche la preoccupazione che il North Star facesse concorrenza al suo National Anti-Slavery Standard e all'Anti-Slavery Bugle di Marius Robinson.
Il cambiamento di posizione di Douglass rispetto alla Costituzione fu uno dei fattori più importanti di divisione all'interno del movimento abolizionista dopo la pubblicazione del libro di Spooner The Unconstitutionality of Slavery nel 1846. Questa e altre differenze di tipo politico finirono per creare una spaccatura tra Douglass e Garrison. Douglass poi irritò ulteriormente Garrison dicendo che la Costituzione poteva e doveva essere usata come strumento della lotta contro lo schiavismo, dichiarazione che segnò la sua definitiva indipendenza da Garrison e dal suo movimento.
Nel marzo 1860 la figlia minore di Douglass, Annie, morì a Rochester mentre lui si trovava ancora in Inghilterra. Douglass tornò il mese successivo passando per il Canada per evitare di essere scoperto.
Prima dell'inizio della guerra civile Douglass era diventato uno dei neri più famosi del paese e ben conosciuto per i suoi discorsi sulla condizione dei neri e su altre questioni come i diritti delle donne. Le sue capacità oratorie garantivano la presenza di grandi folle in ogni luogo in cui andava a parlare e l'accoglienza che aveva ricevuto da parte delle autorità inglesi e irlandesi aumentavano la considerazione di cui godeva.

#### La lotta per l'emancipazione

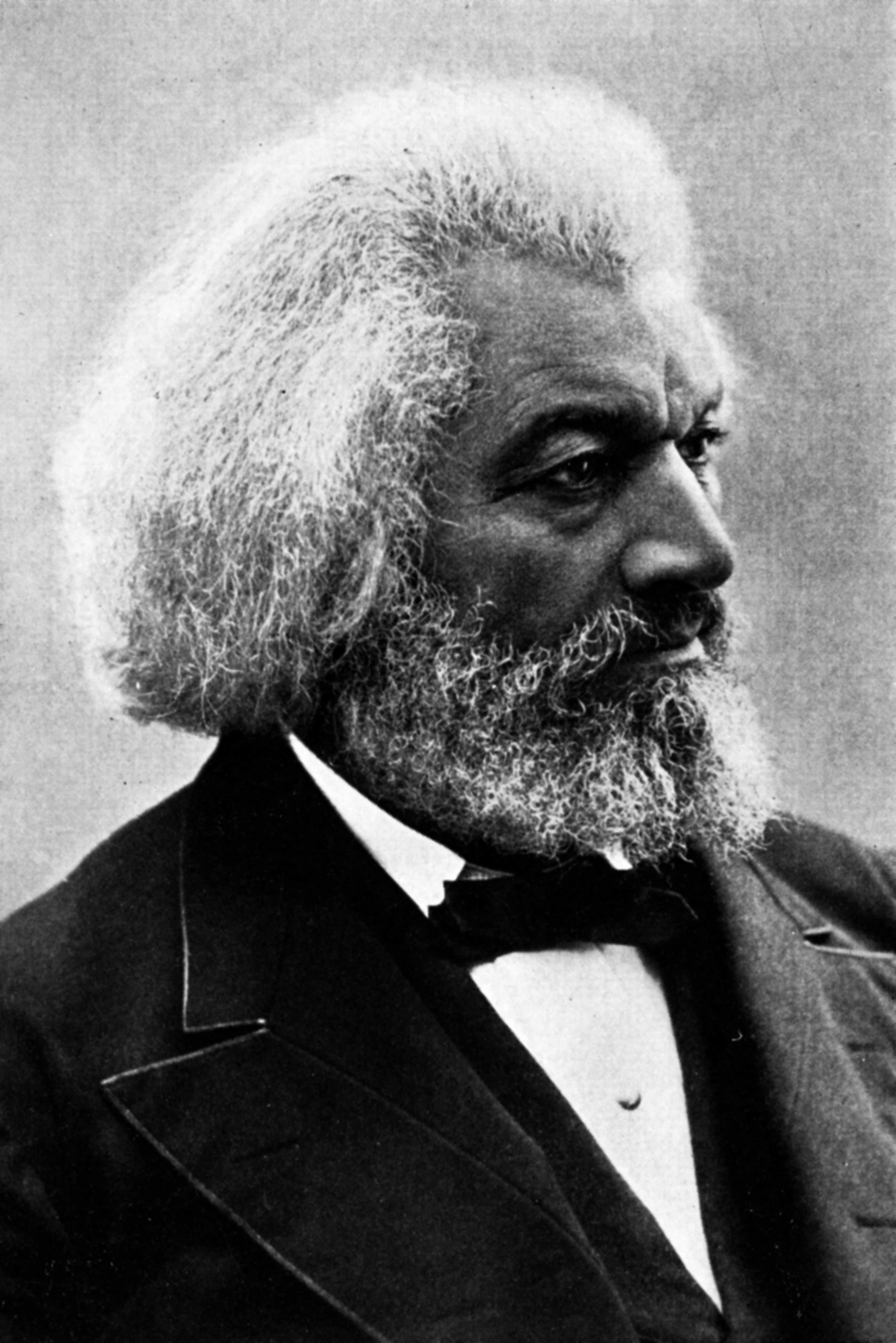
Frederick Douglass

Douglass e gli abolizionisti sostennero che, poiché lo scopo della guerra di secessione era di porre fine alla schiavitù, si sarebbe dovuto permettere agli afroamericani di arruolarsi e di prendere parte alla lotta per la propria libertà. Douglass espresse questo punto di vista sui suoi giornali e in diversi discorsi pubblici.
La notte del 31 dicembre 1862 il presidente Lincoln emanò il Proclama di emancipazione, che dichiarava liberi gli schiavi dell'Unione, mentre la schiavitù restava in vigore nei territori controllati dalla Confederazione. Douglass descrisse così lo spirito con cui lui e altri attendevano quell'annuncio:
(Frederick Douglass)
Dal momento che il nord non era più obbligato a restituire al sud gli schiavi fuggitivi, Douglass cominciò a lottare per l'eguaglianza della sua gente. Insieme a Lincoln elaborò dei piani per trasferire gli schiavi liberati fuori dagli Stati del sud. Durante la guerra Douglass prestò servizio per l'Unione come reclutatore per il 54º Reggimento del Massachusetts. Suo figlio Frederick Douglass Jr. fece lo stesso, mentre l'altro figlio, Lewis Douglass, si arruolò e partecipò con il reggimento alla battaglia di Fort Wagner. Lincoln dubitava che la guerra potesse mai aver termine, ma invece si concluse con la sconfitta delle forze confederate e la vittoria dell'Unione.
L'emancipazione e la fine della schiavitù furono ratificate con l'approvazione del XIII emendamento, che garantiva anche la cittadinanza agli schiavi liberati. Il XIV emendamento garantì a tutti i diritti civili e la stessa tutela davanti alla legge. Il XV emendamento poi protesse tutti i cittadini dalla discriminazione riguardo al diritto di voto su base razziale.

#### La morte di Lincoln
All'inaugurazione del gruppo bronzeo dell'Emancipation Memorial all'interno del Lincoln Park di Washington, Douglass si trovò tra il pubblico mentre un celebre avvocato pronunciava un discorso di commemorazione per Lincoln. Altri spettatori ritennero che il discorso non rendesse giustizia allo scomparso Presidente e chiesero a Douglass di parlare a sua volta. Pur con una certa riluttanza Douglass si alzò e parlò: senza alcuna preparazione pronunciò una splendida orazione in onore di Lincoln, un discorso che gli procurò il rispetto di molti.
Nel discorso Douglass parlò di Lincoln con franchezza, bilanciando i lati positivi e quelli negativi. Definì Lincoln "Il Presidente dell'uomo bianco" e sottolineò il ritardo con cui aveva aderito alla causa dell'emancipazione. Fece notare che Lincoln inizialmente si era opposto all'espansione del fenomeno della schiavitù, ma non ne aveva appoggiato la completa eliminazione. Ma Douglass disse anche «Come potrebbe mai un uomo di colore, o anche un bianco, che abbia a cuore la libertà di tutti gli uomini, dimenticare la notte che seguì il primo gennaio 1863, quando il mondo doveva vedere se Abraham Lincoln avrebbe provato di essere all'altezza delle sue parole?».
La folla, eccitata dalle sue parole, si alzò in piedi applaudendolo. In seguito un testimone disse «Ho sentito parlare Clay e altri uomini straordinari, ma non ho mai sentito un discorso capace di impressionarmi come quello». La leggenda vuole che la vedova Mary Lincoln, in segno di ringraziamento, abbia donato a Douglass il bastone da passeggio preferito dal marito, che tuttora si trova nella Cedar Hill, la casa di proprietà di Douglass.

### L'epoca della Ricostruzione

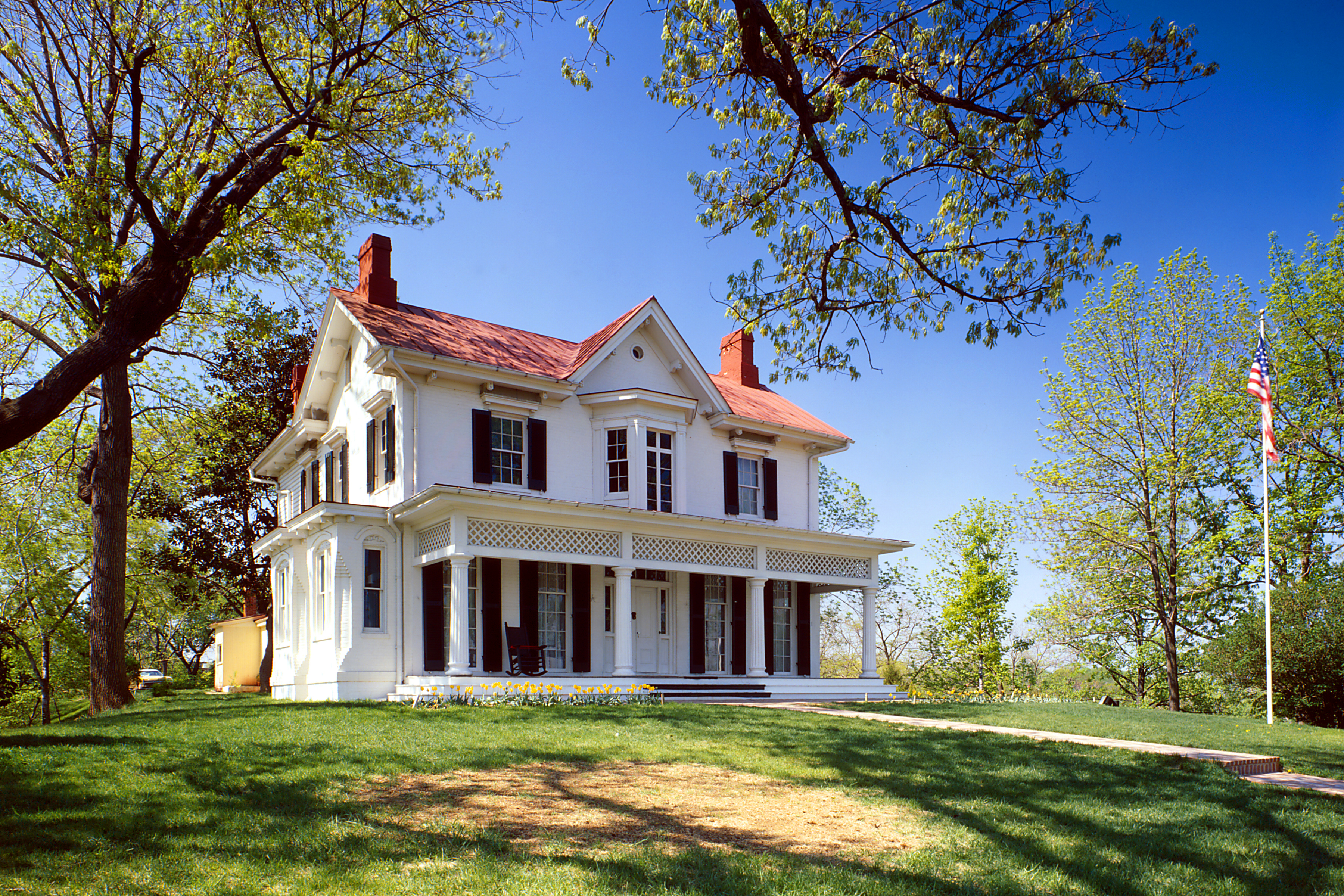
Cedar Hill, la casa di Douglass a Washington, D.C.

Dopo la guerra civile Douglass ricoprì diversi importanti incarichi politici. Fu presidente della Freedman's Savings Bank, l'organizzazione governativa creata per guidare e sostenere lo sviluppo delle comunità afroamericane da poco emancipate; sceriffo del Distretto di Columbia; Minister Resident e console generale presso la Repubblica di Haiti (1889–1891); incaricato d'affari presso la Repubblica Dominicana. Dopo due anni abbandonò questi incarichi di tipo diplomatico perché si trovava in disaccordo con la politica del governo degli Stati Uniti. Nel 1872, dopo che la sua casa di New York era andata distrutta in un incendio probabilmente doloso, si trasferì a Washington. Nell'incendio andò perduta anche una raccolta completa delle edizioni del The North Star.
Nel 1868 Douglass appoggiò la campagna elettorale di Ulysses S. Grant. Eletto Presidente, Grant promulgò la legge sui diritti civili del 1871, detto anche Klan Act, oltre al secondo e terzo Enforcement Act. Grant si servì con vigore dei provvedimenti contenuti, sospendendo l'habeas corpus nella Carolina del Sud e inviando truppe sia lì che in altri stati; sotto la sua guida furono arrestate oltre 5 000 persone e il Ku Klux Klan ricevette un duro colpo. L'impegno di Grant per la distruzione del Klan lo rese piuttosto impopolare tra molti bianchi ma Douglass invece lo apprezzò e lodò. Un collaboratore di Douglass scrisse di Grant che gli afroamericani "avrebbero sempre conservato un caro ricordo del suo nome, della sua fama e delle cose che aveva fatto".
Alle elezioni presidenziali del 1872 Douglass diventò il primo afroamericano ad essere candidato per la vicepresidenza degli Stati Uniti, affiancato a Victoria Woodhull, per il Partito per l'eguaglianza dei diritti. La candidatura avvenne però a sua insaputa tanto che, ignorando di essere candidato, non partecipò alla campagna elettorale.
Douglass continuò a tenere discorsi pubblici. Parlò in molti college in tutto il paese durante il periodo della Ricostruzione, continuando a porre l'attenzione sull'importanza del diritto di voto e dell'esercizio di questo.
Dopo la guerra, ben presto, nel sud i bianchi si erano sollevati nuovamente, organizzando come prima cosa gruppi di giustizieri illegali come il Ku Klux Klan. Nel corso degli anni assunsero forme diverse, fino a costituirsi in potenti gruppi paramilitari come la White League e le Red Shirts. Dopo la Ricostruzione la loro forza al sud andò sempre aumentando, permettendo così, a più di dieci anni dopo la fine della guerra, al Partito Democratico di riconquistare il potere in tutti gli Stati dell'ex Confederazione e di riaffermare il principio della supremazia bianca. Raggiunsero questo obbiettivo con una combinazione dell'uso della violenza e con l'introduzione delle leggi Jim Crow, verso la fine del XIX secolo, che imponevano la segregazione razziale e miravano ad impedire l'esercizio del diritto di voto agli afroamericani. Nel sud vennero infatti approvate nuove costituzioni e statuti che, introducendo stretti requisiti per la registrazione nelle liste elettorali e per l'espletamento delle formalità di voto, di fatto toglievano tale diritto ai neri e ai bianchi poveri. La situazione rimase invariata per più di sessant'anni, fino a circa la metà del XX secolo.

### Vita familiare
Douglass e la prima moglie Anna ebbero cinque figli: Charles Remond Douglass, Rosetta Douglass, Lewis Henry Douglass, Frederick Douglass Jr. e Annie Douglass (che morì all'età di dieci anni). I due maggiori, Charles e Rosetta, aiutarono il padre nella creazione e redazione dei suoi giornali. Sua nipote Fredericka Douglass Sprague Perry fondò la Colored Big Sister Home for Girls nel 1934 a Kansas City, Missouri. Con suo marito, John E. Perry, si impegnò per fornire una migliore assistenza sanitaria ai bambini afroamericani.
Douglass fu ordinato ministro di culto della Chiesa episcopale metodista africana.
Nel 1877 Douglass acquistò la sua definitiva residenza a Washington, su una collina che sovrasta il fiume Anacostia e la battezzò Cedar Hill. Ampliò la casa portandola fino a includere 21 stanze. L'anno seguente allargò anche la proprietà, comprando dei lotti di terreno adiacenti, fino a disporre di 61 000 m². La casa attualmente è stata designata come monumento di interesse nazionale ed è diventata l'Frederick Douglass National Historic Site.

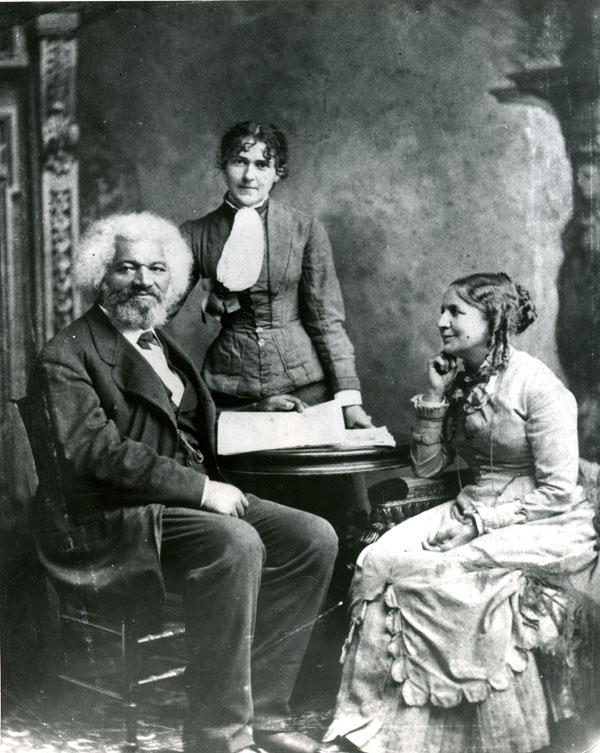
Frederick Douglass con la seconda moglie Helen Pitts Douglass (seduta). La donna in piedi alle loro spalle è la sorella di lei, Eva Pitts.

Come conseguenza per la delusione causata dalla riconquista del potere da parte dei bianchi nel sud del paese, molti afroamericani, chiamati Exodusters, si trasferirono in Kansas, per fondare delle cittadine completamente nuove dove avrebbero potuto essere liberi. Douglass si espresse contro questo movimento, esortando i neri a lasciar perdere, ma fu per questo duramente contestato.
Nel 1877 fu nominato Maresciallo degli Stati Uniti e nel 1881 Recorder of Deeds per il Distretto di Columbia. Sua moglie, Anna Murray Douglas, morì nel 1882, lasciandolo in preda allo sconforto. Il sodalizio con l'attivista Ida B. Wells riuscì a strapparlo alla depressione.
Nel 1884 Douglass sposò Helen Pitts, una femminista bianca originaria di Honeoye. Helen era figlia di Gideon Pitts Jr., un abolizionista amico di Douglass, si era diplomata al Mount Holyoke College (allora chiamato Mount Holyoke Female Seminary) e mentre viveva a Washington aveva collaborato ad una pubblicazione femminista chiamata Alpha. La coppia, con il matrimonio, affrontò una marea di critiche, dovute sia al fatto che lei era bianca, sia perché aveva 20 anni meno di lui. La famiglia di lei smise di parlarle e quella di lui si sentì profondamente ferita, perché i suoi figli videro il nuovo matrimonio come una specie di ripudio della loro madre. Solo la femminista Elizabeth Cady Stanton si congratulò con la coppia. Tra il 1886 e il 1887 i due fecero un lungo viaggio in Inghilterra, Francia, Italia, Egitto e Grecia.
Al congresso nazionale del Partito Repubblicano del 1888 Douglass diventò il primo afroamericano a ricevere un voto come candidato a Presidente degli Stati Uniti in una votazione a chiamata di uno dei grandi partiti.
Negli ultimi anni della sua vita Douglass cercò con determinazione di stabilire quale fosse stato il vero giorno della sua nascita. Scelse il 14 febbraio perché sua madre Harriet Bailey era solita chiamarlo piccolo Valentino. Secondo i suoi calcoli era nato nel febbraio 1817, ma successivamente degli storici hanno trovato una registrazione che sposta tale data al febbraio 1818.

### La morte

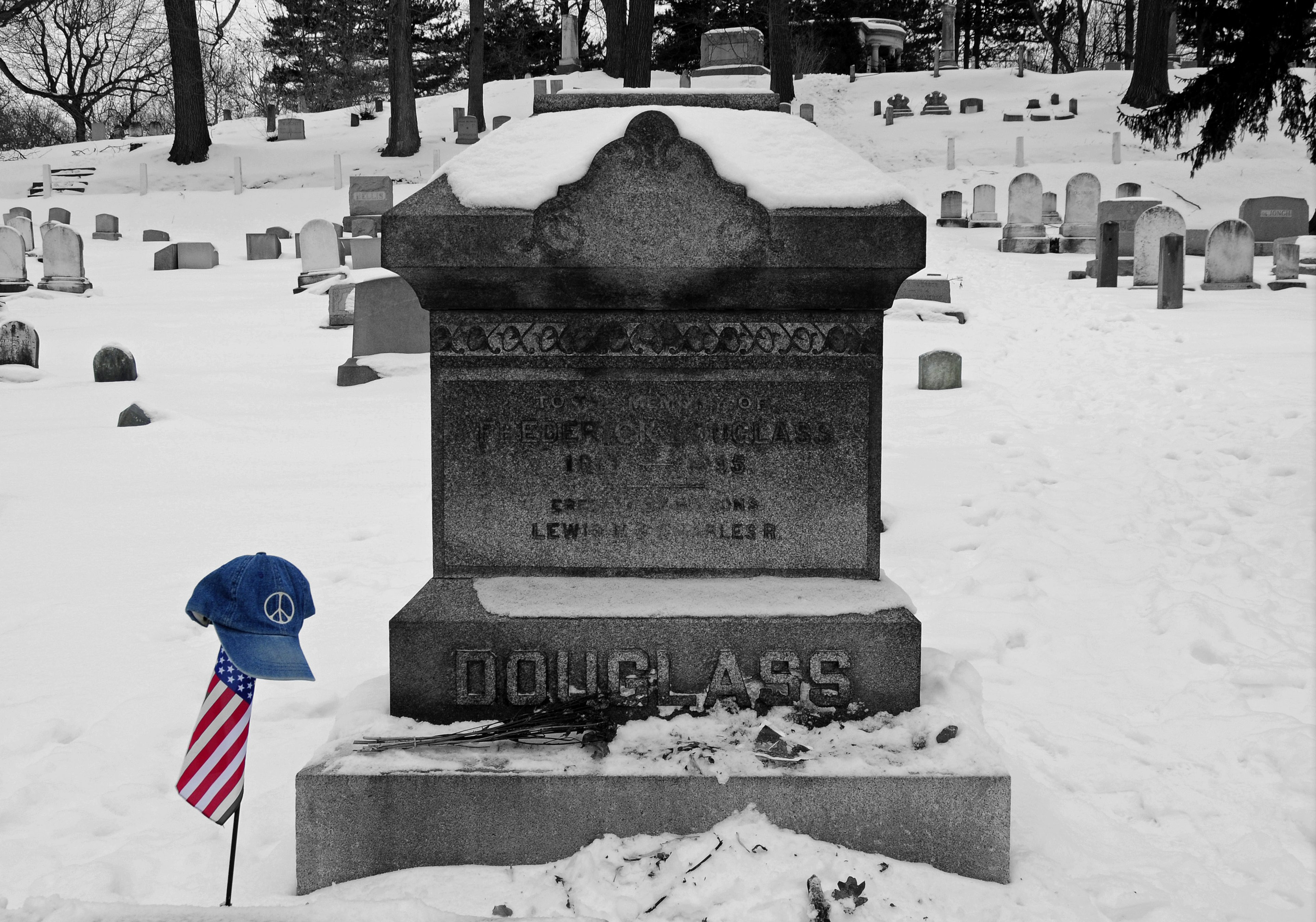
La tomba di Frederick Douglass

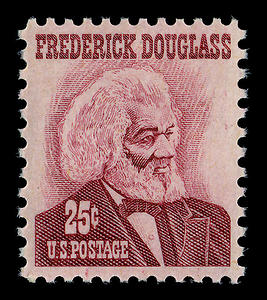
Francobollo statunitense del 1965 con l'effigie di Douglass, pubblicato durante il periodo delle lotte per i diritti civili

Il 20 febbraio 1895 Douglass presenziò ad una riunione del National Council of Women a Washington D.C. Durante la riunione salì sul palco e il pubblico si alzò per applaudirlo. Poco dopo il suo rientro a casa Douglass morì per un infarto acuto o per un ictus. Fu sepolto al Mount Hope Cemetery di Rochester, New York.

## Opere

### Scritti
- 1845: A Narrative of the Life of Frederick Douglass, an American Slave
- 1853: "The Heroic Slave." Autographs for Freedom. Ed. Julia Griffiths, Boston: Jewett and Company. pp. 174–239.
- 1855: My Bondage and My Freedom
- 1881: Life and Times of Frederick Douglass (revisionata nel 1892)
- Dal 1847 al 1851 Douglass fu anche editore del giornale abolizionista The North Star, che poi fuse con un altro giornale per dare vita al Frederick Douglass' Paper.

### Discorsi
- The Church and Prejudice